# Wuzhong
Wuzhong (cinese: 吴忠; pinyin: Wúzhōng) è una città-prefettura della Cina nella regione autonoma del Ningxia.

## Suddivisioni amministrative
- Distretto di Litong
- Distretto di Hongsibu
- Qingtongxia
- Contea di Yanchi
- Contea di Tongxin